# ヴァシレ・アタナシウ
ヴァシレ・アタナシウ（Vasile Atanasiu、1886年 - 1964年）は、ルーマニアの軍人。上級大将。

## 生涯
第一次世界大戦に従軍。両大戦間、ルーマニア軍で各職を歴任する。1940年3月から1943年3月まで第3軍団を指揮。1943年～1945年、砲兵総監。
イオン・アントネスク体制打倒後、ミハイ1世に忠誠を誓い、ポストを維持する。1945年2月13日、第1軍司令官に任命され、連合国側でドイツ軍と戦う。1946年5月20日の軍廃止まで司令官に留まる。1948年、予備役編入。